# Чемберлен, Уилт
Уилтон Норман (Уилт) Чемберлен (англ. Wilton Norman "Wilt" Chamberlain; 21 августа 1936 года, Филадельфия, Пенсильвания — 12 октября 1999 года, Бел-Эйр, Калифорния) — американский баскетболист, игравший на позиции центрового.
Чемберлен является обладателем многочисленных рекордов НБА в таких категориях, как максимальное количество набранных очков, совершенных подборов и касательно выносливости. Занимает первое место в истории НБА по количеству подборов — 23924. Является автором рекорда по количеству очков, заброшенных за одну игру в матче НБА — 100 очков. В среднем он набирал более 40 и 50 очков за игру в сезоне. Он также является единственным игроком, который в среднем забивал не менее 30 очков и делал 20 подборов за игру в течение всей своей карьеры в НБА. Несмотря на то, что в плей-офф он потерпел немало поражений, Чемберлен сделал успешную карьеру, став двукратным чемпионом НБА (1967, 1972), четырёхкратным самым ценным игроком регулярных чемпионатов НБА (1960, 1966—68), Новичком года НБА, получив одну награду самого ценного игрока финала НБА, 13 раз принимал участие в Матче всех звёзд НБА и 10 раз был выбран в символическую сборную всех звёзд (1960—62, 1964, 1966—68 — первая команда, 1963, 1965, 1972 — вторая команда).
Чемберлен считается одним из самых выдающихся игроков в истории баскетбола. Член Зала славы баскетбола с 1979 года, а также член списка 50 величайших игроков в истории НБА с 1996 года. В 1980 году вошёл в состав символической сборной на 35-летие НБА.
Он играл за «Голден Стэйт Уорриорз», «Филадельфия Севенти Сиксерс» и «Лос-Анджелес Лейкерс» в НБА. Он играл в университете Канзаса, а также в «Гарлем Глобтроттерс», прежде чем начал играть в НБА. Чемберлен был ростом 7,1 фута (2,16 м) и весил в начале карьеры 250 фунтов (110 кг), а затем набрал в весе до 275 и, в конечном итоге, до 300 фунтов (140 кг) играя за «Лейкерс».
Чемберлен был известен под несколькими прозвищами во время своей баскетбольной карьеры. Он ненавидел те, которые были связаны с его ростом, например «Голиаф» и «Уилт — ходули». Спортивный обозреватель из Филадельфии придумал эти прозвища в школьные годы Чемберлена. Он предпочитал прозвище «Большая Медведица», которое придумали его друзья, наблюдавшие за тем, как он опускал голову, входя в дверные проемы. После того, как его профессиональная баскетбольная карьера закончилась, Чемберлен играл в волейбол в недолого просуществовашей Международной федерации волейбола (IVA), был президентом этой организации и включен в зал славы IVA за свой вклад. Он был успешным бизнесменом, автором нескольких книг и снялся в фильме «Конан-разрушитель». Он был пожизненным холостяком и прославился своими сексуальными отношениями с большим количеством женщин (в своей автобиографии он оценивал количество женщин примерно в количестве 20000).

## Ранние годы
Чемберлен родился в 1936 году в Филадельфии, штат Пенсильвания, в семье из девяти детей, сын Оливии Рут Джонсон, домашней прислуги и домохозяйки, и Уильяма Чемберлена, сварщика, сторожа и разнорабочего. Он был слабым ребёнком, чуть не умер от пневмонии в раннем возрасте и в результате пропустил целый год в школе. В ранние годы Чемберлен не интересовался баскетболом, потому что считал, что это «игра для неженок». Вместо этого он был заядлым атлетом: в юности он прыгал в высоту 6 футов 6 дюймов, пробегал 440 ярдов за 49 секунд и 880 ярдов за 1:58.3, совершал метание диска на расстояние 53 фута и 4 дюйма и прыжок в длину — 22 фута. Но, по словам Чемберлена, «баскетбол был королем в Филадельфии», поэтому он, в итоге, обратился к спорту. Чемберлен был очень высоким ребёнком, в возрасте 10 лет его рост составлял 6 футов 0 дюймов (1,83 м), и 6 футов 11 дюймов (2,11 м), когда он поступил в среднюю школу Филадельфии Овербрук. Тем самым, он имел естественное преимущество перед своими сверстниками; вскоре он стал известен своим талантом забивать, своей физической силой и блок-шотами.

## Баскетбольная карьера в средней школе
Будучи звездным игроком «Пантер Овербрук» (Overbrook Panthers), Чемберлен набирал в среднем 31 очко за игру в течение школьного сезона 1953 года и привёл свою команду к победе, 71 — 62, над Северо-восточной средней школой, в которой играл Гай Роджерс, будущий напарник Чемберлена по команде НБА. Он набрал 34 очка, когда «Овербрук» выиграла титул Общественной лиги и получила место в чемпионате Филадельфии против победителя конкурирующей Католической лиги, Западной католической. Несмотря на хорошую игру центрового и 29 очков, Пантеры потерпели поражение, 54-42. Во втором сезоне в «Овербруке» он продолжил плодотворно набирать очки, забив 71 очко в старшей школе против «Роксборо». «Пантеры» комфортно выиграли титул Общественной лиги после того, как снова обыграли Северо-Восток, где Чемберлен набрал 40 очков. Затем они выиграл титул города, обыграв южно-католических со счётом 74-50. Он набрал 32 очка и привёл «Овербрук» к результату в сезоне — 19 побед и 0 поражений. Во время летних каникул он работал посыльным в отеле «Kutsher’s Hotel». Впоследствии, владельцы Милтон и Хелен Кутшер поддерживали дружбу с Уилтом на протяжении всей жизни, и, по словам их сына Марка, «они были его вторыми родителями». Ред Ауэрбах, тренер «Бостон Селтикс», заметил талантливого подростка в «Kutscher’s» и предложил ему сыграть один на один против выдающегося национального чемпиона Канзасского университета, Борна, Би Эйч, обладателя титула самого выдающегося игрока финала NCAA 1953 года. Чемберлен выиграл со счётом 25-10; Борн был настолько удручен, что отказался от многообещающей карьере в НБА и стал инженером-трактористом («Если в школе есть такие хорошие ребята, я подумал, что не стоит доходить до профессионалов»).
В третьем и последнем сезоне Чемберлена в «Овербруке» он продолжил забивать, набрав 74, 78 и 90 очков в трех последующих играх. Пантеры выиграли Общественную лигу в третий раз, обыграв Западную Филадельфию 78-60, и в матче городского первенства они снова встретились с Западными католиками. Набрав 35 очков, Чемберлен привёл «Овербрук» к лёгкой победе — 83-42. Спустя три года, в итоге, Чемберлен привёл «Овербрук» к двум городским чемпионатам, установил рекорд 56 — 3 и побил рекорд средней школы Тома Гола, набрав 2252 очка, в среднем забивая 37,4 очка за игру. После его последнего сезона в «Овербруке» более двухсот университетов пытались нанять вундеркинда. В биографической книге о Чемберлене, 2004 года, Роберт Черри писал, что Чемберлен хотел перемен и поэтому не хотел оставаться в Филадельфии (также исключая Нью-Йорк), не интересовался Новой Англией и пренебрег югом из-за расовой сегрегации; таким образом, выбор Чемберлена пал на Средний Запад. В конце концов, после посещения Канзасского университета и беседы с известным школьным тренером Фогом Алленом, Чемберлен заявил, что собирается играть в баскетбол в колледже в Канзасе.

## Карьера в колледже
В 1955 году Чемберлен поступил в Канзасский университет. В первый год он играл за команду первокурсников «Джейхокс», под руководством тренера, Фога Аллена, которым он восхищался. Чемберлен был также членом братства «Каппа Альфа Пси», где он был президентом своего класса новичков. Дебют Чемберлена на первом курсе был очень ожидаемым. Команда первокурсников была выставлена против университетской команды, которой было выгодно выиграть конференцию в этом году. Чемберлен доминировал над своими старшими игроками в колледже, набрав 42 очка (16-35 с игры, 10-12 штрафных бросков), сделав 29 подборов и четыре блок-шота. Однако перспективы Чемберлена играть под руководством Аллена закончились, когда тренеру вскоре исполнилось 70 лет, и он ушёл в отставку. В свою очередь, у Чемберлена сложились плохие отношения с преемником Аллена, Диком Харпом. Биограф Чемберлена, Роберт Черри, сомневался, выбрал ли Чемберлен Канзасский университет, если бы знал, что Аллен соберётся уйти в отставку.
3 декабря 1956 года Чемберлен дебютировал в качестве центрового. В своей первой игре он набрал 52 очка и заполучил 31 подбор, побив оба рекорда Канзаса в победе 87-69 против команды Северо-запада, за которую выступал будущий напарник Чемберлена по команде НБА, Джо Руклик. Его товарищ по команде, Монте Джонсон, свидетельствовал о его атлетизме: «Уилт … обладал невероятной выносливостью и скоростью … и никогда не уставал». Возглавив талантливую команду, которая состояла, в том числе, из Мориса Кинга, Джина Элстуна, Джона Паркера, Рона Лонески и Лью Джонсона, «Джейхокс» шли 13-1, пока они не проиграли игру 56-54 против команды штата Оклахома, которая держала мяч последние три с половиной минут без совершения броска, так как правило 24 секунд ещё не было введено. Как и в «Овербруке», Чемберлен снова продемонстрировал свой разнообразный спортивный талант. Он пробежал 100 ярдов за 10,9 секунды, толкание ядра — 56 футов, сделал тройной прыжок более чем на 50 футов и выиграл прыжки в высоту на чемпионате Большой восьмерки по лёгкой атлетике три года подряд.
В 1957 году 23 команды были отобраны для участия в турнире NCAA. Региональный чемпионат Среднего Запада проводился в Далласе, штат Техас, который в то время был сегрегирован. Игрок Канзасский университет, Джон Паркер, позже рассказал: «Толпа была жестокой. Нам плевали в лицо, забрасывали мусором и подвергали самым отвратительным расовым эпитетам». Канзасский университет (КУ) выиграл 73-65 в овертайме, после чего полиция была вынуждена сопровождать «Джейхокс». Следующая игра против Оклахома-Сити была столь же неприятной: КУ выиграл 81-61 под сильным расистским насилием. В полуфинале команда Чемберлена, «Джейхокс», легко победила двукратного действующего национального чемпиона Сан-Франциско, 80-56. Уилт набрал 32 очка, сделал 11 подборов и 7 семь блок-шотов. Чемберлен продемонстрировал свой растущий арсенал наступательных движений. Он имел выдающуюся скорость в течение всей игры, и несколько раз вел быстрый перерыв, в том числе совершал блок-шоты. Его звездное выступление привело к непреодолимому лидерству Канзаса.
Чемберлен был назван в составе сборной All-America и привёл «Джейхокс» в финал NCAA против команды «Тар Хилс» университета Северной Каролины. В этой игре тренер «Тар Хилс», Фрэнк Макгуайр, использовал несколько неординарных тактик, чтобы помешать Чемберлену. На стартовое вбрасывание в том матче против Чемберлена вышел самый маленький игрок в составе соперников, Томми Кернс. Это был своего рода вызов Чемберлену. На протяжении всей игры Чемберлен сталкивался с постоянными сдваиваниями или даже страиваниями оппонентов и почти полным отсутствием помощи со стороны партнеров. Сосредоточившись на Чемберлене, бросок с игры у «Джейхокса» составлял 27 %, в отличие от 64 % «Тар Хилс», счёт к окончанию первой половине был 22-29. В первом овертайме каждая команда набрала два очка, а во втором овертайме Канзас сохранил счёт на уровне 48. В итоге борьба получилась нешуточной, и, кто сильнее, выяснилось только в третьем овертайме. Чемберлен проиграл свой первый финал. Тем не менее, Чемберлен, который набрал 23 очка и 14 подборов был призван самым выдающимся игроком финала четырёх NCAA 1957 года.
В 1957—1958 годах матчи «Джейхокс» были для него ещё более неприятными. Зная, насколько доминирующим он был, противники прибегали к тактике, в которой участвовали трое или более игроков, чтобы охранять его. Тем не менее, Чемберлен набрал в среднем 30 очков за сезон и привёл «Джейхокс» к 18-5, проиграв три игры, в то время как он отсутствовал из — за мочевой инфекции: Так как KУ занял второе место в лиге, а в то время только победители конференции были приглашены на турнир NCAA, сезон для «Джейхокса» закончился. Потеряв удовольствие от баскетбола NCAA и желая зарабатывать деньги, он бросил колледж и продал историю под названием «Почему я ухожу из колледжа» журналу Look за 10 000 долларов, что являлось очень большой суммой, так как игроки НБА зарабатывали 9 000 долларов за весь сезон. В двух сезонах в Канзасе он набирал в среднем 29,9 очка и 18,3 подборов за игру. В общей сложности он набрал 1433 очка и 877 подборов, и привёл «Канзас» к одному чемпионату Большой Семерки. К тому времени, когда Чемберлену исполнился 21 год (ещё до того, как он стал профессионалом), он уже появлялся в журналах Time, Life, Look и Newsweek.
В течение многих лет после ухода Чемберлена из Канзасского университета критики утверждали, что либо он очень хотел покинуть белый Средний Запад, либо смущался, не смог принести домой победу в баскетбольном турнире NCAA.

## Профессиональная карьера

### «Гарлем Глобтроттерс»
После разочарования в студенческом баскетболе Чемберлен решил стать профессиональным игроком, прежде чем закончил выпускной год. Однако, в то время НБА не принимала игроков до тех пор, пока они не окончат выпускной класс. Поэтому Чемберлену было запрещено вступать в НБА в течение года, и он решил сыграть за «Гарлем Глобтроттерс» в Гарлеме в 1958 году, за что он получил огромную для того времени сумму в 50 000 долларов (на сегодняшний день[уточнить] это около 434 000 долларов).
Чемберлен стал членом команды «Гарлем Глобтроттерс», которая вошла в историю, играя в Москве в 1959 году. Перед началом игры на Центральном стадионе имени В. И. Ленина в Москве их приветствовал первый секретарь ЦК КПСС Хрущёв Н. С..

### «Филадельфия / Сан-Франциско Уорриорз»

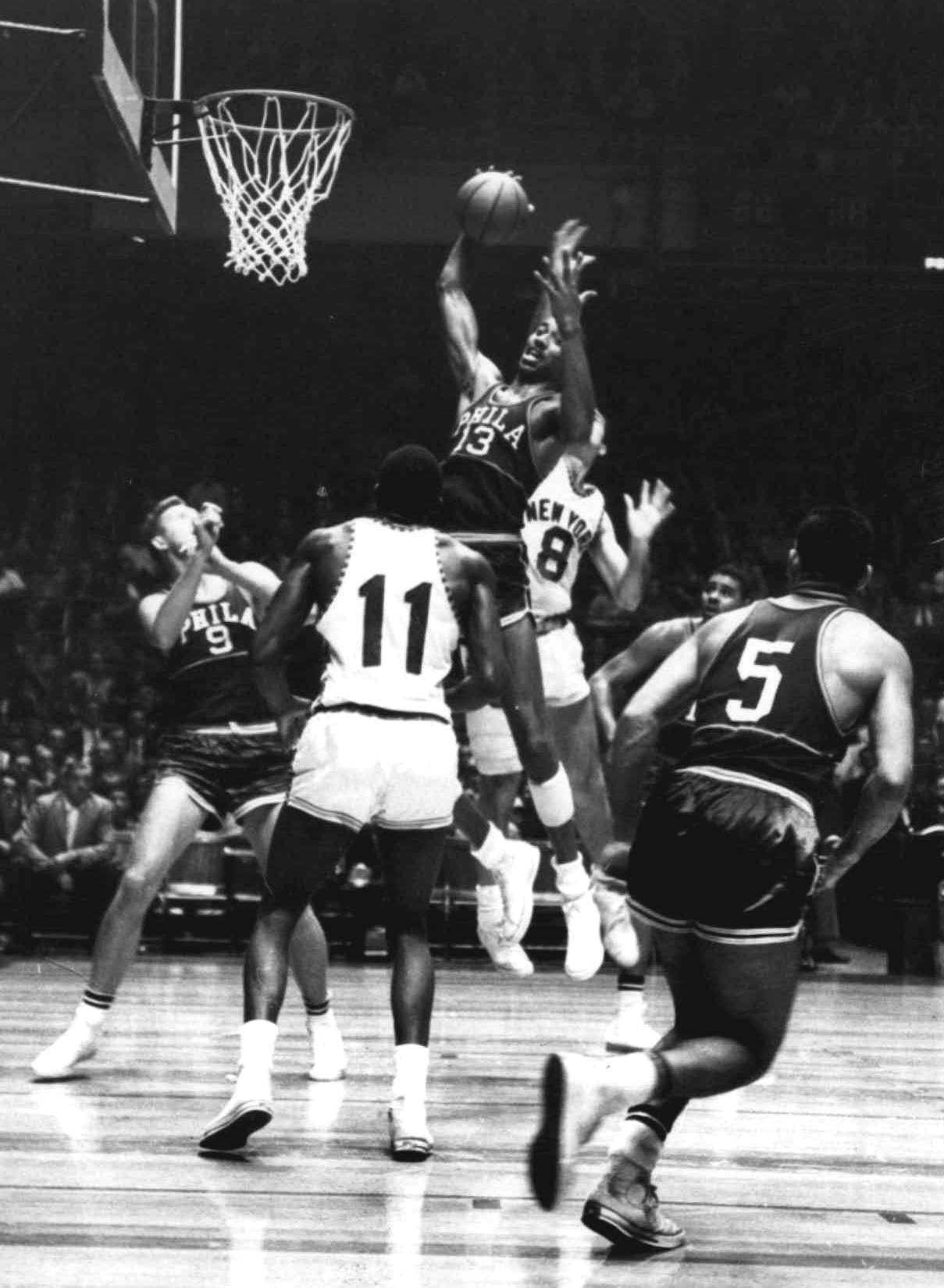
Чемберлен совершает подбор во время игры против Нью-Йорк Никс.

24 октября 1959 года Чемберлен наконец дебютировал в НБА, выступая за «Филадельфия Уорриорз». Чемберлен сразу же стал самым высокооплачиваемым игроком НБА, подписав контракт на сумму 30 000 долларов (сегодня[уточнить] это около 258 000 долларов). Для сравнения, предыдущим топ игроком был Боб Коузи из «Бостон Селтикс», контракт которого составлял 25 000 долларов.
В сезоне НБА 1959/1960 годов Чемберлен присоединился к «Филадельфия Уорриорз», которую тренировал Нил Джонстон. Команда включала в себя Тома Гола и Пола Аризина, которые были включены в Зал славы баскетбола, а также Эрни Бека и его старого соперника, Гая Роджерса. Вся стартовая пятёрка состояла из жителей Филадельфии. В своей первой игре в НБА против «Нью-Йорк Никс» новоиспеченный центровой набрал 43 очка и сделал 28 подборов. В своей четвёртой игре «Филадельфия» встретилась с действующими чемпионами, «Бостон Селтикс» и их тренером, который состоял в Зале славы, Редом Ауэрбахом, предложение которого он отклонил несколько лет назад. На паркете Чемберлен встретился со своим будущем многолетним конкурентом, Биллом Расселом, которого теперь называют одним из лучших оборонительных центровых в игре. Несмотря на то, то Чемберлен обогнал Рассела, 28 против 30 очков, «Бостон» выиграл игру. Чемберлен и его постоянный заклятый враг станут одними из величайших соперников НБА за все время. Тем не менее, эти двое были друзьями вне паркета, подобно более поздним соперникам, Мэджику Джонсону и Ларри Берду.
В своем первом сезоне НБА Чемберлен набрал в среднем 37,6 очков и сделал 27 подборов, убедительно побив предыдущий рекорд регулярного сезона. Всего за 56 игр он набрал 2,102 очков, тем самым побив рекорд Боба Петтита, забившего в регулярном сезоне за 72 игры — 2101 очков. Чемберлен побил восемь рекордов НБА и был назван самым ценным игроком (MVP) регулярного чемпионата НБА и стал Новичком года в этом сезоне. Этот рекорд смог повторить лишь игрок, введенный в Зал славы, Анселд Уэс, в сезоне НБА 1968/1969. Чемберлен завершил свой дебютный сезон, получив награду Самого ценного игрока в Матче всех Звёзд НБА в 1960 году в Восточной конференции, с показателем в 23 очка и 25 подборов. Также, стало очевидно, что он был сильнейшим «шутером» штрафного броска, со временем Чемберлен признал, что он просто «помешан» на этом. «Уорриорз» вышли в плей-офф НБА 1960 года и победили «Сиракьюс Нэшнлз», тем самым, организовав встречу с чемпионами Восточного дивизиона, «Бостон Селтикс». Черри описывал в своей книге, как тренер «Селтикс», Ред Ауэрбах, давал задание своему форварду, Тому Хейнсону, совершать персональные фолы на Чемберлена: всякий раз, когда «Уорриорз» пробивали штрафные броски, Хайнсон хватал и толкал Чемберлена, чтобы помешать ему быстро бежать назад; цель была такова, чтобы «Селтикс» совершили бросок как можно быстрее, что бы мастер блок-шотов, Чемберлен, не успел вернуться под свою собственную корзину, и «Бостон» смог набрать лёгкие очки. В третьей игре Чемберлен был сыт по горло Хейнсоном и ударил его кулаком. В потасовке Уилт повредил руку, а «Филадельфия» проиграла следующие две игры. В 5-й игре со здоровой рукой Чемберлен набрал 50 очков. Но в 6-й игре Хейнсон забил решающий мяч в последние секунды. В итоге «Уорриорз» проиграли серию со счётом 4-2.
Затем дебютант Чемберлен шокировал поклонников «Уорриорз», заявив, что думает уйти в отставку. Он устал от двойного и тройного нападения команды, и от команд, обрушивающихся на него с жесткими фолами. Чемберлен боялся, что однажды он может потерять хладнокровие. Нападающий «Селтикс», Хайнсон, сказал: «Половина фолов против него были жесткими фолами … он принял самый жестокий удар любого игрока за всю историю». Эдди Готлиб уговорил Чемберлена вернуться в НБА, подсластив его возвращение повышением зарплаты до 65 000 долларов (сегодня это около 550 000 долларов).
В следующем сезоне (1960/1961) Чемберлен превзошёл статистику дебютного сезона, набрав в среднем 38,4 очка и сделав 27,2 подбора за игру. Он стал первым игроком, преодолевшим барьер в 3000 очков, и первым и пока единственным игроком, преодолевшим барьер в 2000 подборов в течение одного сезона. Чемберлен также выиграл свой первый титул в процентном соотношением между результативными бросками и общим количеством выполненных бросков и установил абсолютный рекорд по подборам в одной игре — 55. Чемберлен был настолько доминирующим в команде, что набрал почти 32 % очков своей команды и совершил 30,4 % их подборов.
Чемберлену снова не удалось превратить свою игру в командный успех, на этот раз он сразился с «Сиракьюс Нэшнлз» в трёх играх. Черри отметил, что Чемберлен был «трудным» и не уважал тренера Нила Джонстона, который не смог справиться со звездным центровым. Готлиб отметил: «Моя ошибка заключалась в том, что я не смог найти сильного тренера… [Джонстон] не был готов к великим временам». В третьем сезоне Чемберлена, тренером «Уорриорз» стал Фрэнк Макгуайр, который руководил «Тар Хилс» в момент болезненного поражения Чемберлена в финале NCAA. В этом году Уилт установил несколько рекордов, которые так никто и не побил. В сезоне 1962 года он набрал в среднем 50,4 очка и совершил 25,7 подборов за игру. 2 марта 1962 года в Херши, штат Пенсильвания, в игре против Нью-Йорк Никс Уилт набрал 100 очков. Чемберлен сделал 36 точных двухочковых бросков из 63 попыток и реализовал 28 штрафных бросков из 32. Чемберлен набрал рекордное число очков — 4029, то есть 50 очков в среднем за одну игру. Это сделало его единственным игроком, который преодолел рубеж в 4000 очков. Единственный, кто смог преодолеть рубеж в 3000 очков, является Майкл Джордан, набравший 3041 очков в сезоне 1986/1987 годов в НБА. Чемберлен снова преодолел рубеж в 2000 подборов, набрав 2052. Кроме того, он находился на паркете в среднем 48,53 минуты за матч, сыграв 3882 минуты из 3890 минут своей команды. Поскольку Чемберлен играл в овертайме, он в среднем за игру проводил больше минут, чем положенных 48; фактически, Чемберлен достиг бы отметки в 3890 минут, если бы его не посадили на скамейку запасных в одной игре после второго технического фола за восемь минут до конца игры.
Его экстраординарные подвиги в сезоне 1962 года были позже предметом книги «Уилт, 1962» (Гэри М. Померанца, 2005), который использовал Чемберлена в качестве метафоры для восстания Чёрной Америки. В дополнение к достижениям Чемберлена в регулярном сезоне, он набрал 42 очка в 1962 году в Матче всех звезд НБА; рекорд, который стоял до тех пор, пока Энтони Дэвис не побил его в 2017 году. В плей-офф НБА 1962 года «Уорриорз» снова встретились с «Бостон Селтикс» в финале Восточного дивизиона. Эту команду Боб Коузи и Билл Рассел назвали величайшим составом «Селтикс» всех времен. В 7-й игре, в которой развернулась острая борьба, защитник «Селтикс», Сэм Джонс, совершил решающий бросок за две секунды до конца игры, тем самым, выиграв серию для «Бостона». В последующие годы Чемберлена критиковали за то, что он набирал в среднем 50 очков, но не выиграл титул. В его защиту тренер «Уорриорз», Фрэнк Макгуайр, сказал, что «Уилт был просто сверхчеловеком», и отметил, что «Уорриорз» не хватало постоянного второго снайпера, плеймейкера и второго крупного игрока, чтобы снять давление с Чемберлена.
В сезоне НБА 1962/1963 годов Эдди Готлиб продал франшизу «Уорриорз» за 850 000 долларов (сегодня это около 7,04 миллиона долларов) группе бизнесменов, во главе с Марти Симмонсом из Сан-Франциско, и команда переехала, став «Сан-Франциско Уорриорз», под руководством тренера Бобом Фириком. Однако это также означало, что команда распалась, так как Пол Аризин предпочел закончить карьеру игрока, чем уехать от своей семьи и работы в IBM в Филадельфии, а Том Гола тосковал по дому, прося о сделке с «Нью-Йорк Никс» в середине сезона. После того, как оба снайпера ушли, Чемберлен продолжил ряд статистических подвигов, набрав в среднем 44,8 очка и 24,3 подбора за игру в этом году. Несмотря на его индивидуальный успех, «Уорриорз» проиграли 49 из 80 игр и пропустили плей-офф.
В сезоне НБА 1963/1964 годов Чемберлен работал по руководством другого нового тренера, Алекса Ханнума, и к нему присоединился многообещающий новобранец, Нейт Турмонд, который в итоге вошёл в Зал славы. Бывший солдат Ханнум, который позже вошёл в Зал славы баскетбола в качестве тренера, был ловким психологом, который делал акцент на защите и передачах. Что наиболее важно, он не боялся противостоять доминирующему Чемберлену, который, как было известно, не общался с тренерами, которые ему не нравились. При поддержке ценного новичка, Турмонда, Чемберлен провел ещё один хороший сезон — 36,9 очков и 22,3 подбора, а «Уорриорз» прошли весь путь до финала НБА. В этой серии они снова уступили «Бостон Селтикс», под руководством Рассела, на этот раз проиграв 4-1. Но, как заметил Черри, не только Чемберлен, но и, в частности, Ханнум, заслуживает большого уважения, потому что ему досталась команда, которая была в очень плохом состоянии. Совместными усилиями с Турмондом, они превратили команду в финалиста НБА.
Следующий сезон НБА 1964/1965 годов «Уорриорз» начали ужасно и столкнулись с финансовыми проблемами. В 1965 году Чемберлен был продан в «Филадельфию Севенти Сиксерс». Взамен «Уорриорз» получили Пола Ньюймана, Конни Диркинг, Ли Шаффера и 150 000 долларов (что соответствует примерно 1,19 миллионам долларов сегодня). Когда Чемберлен ушёл из «Уорриорз», владелец, Франклин Миели, сказал: «Чемберлена не нелегко любить и фанаты Сан-Франциско так и не научились любить его. Уилта проще ненавидеть …, люди приходили, чтобы увидеть его проигрыш».

### «Филадельфия Севенти Сиксерс»

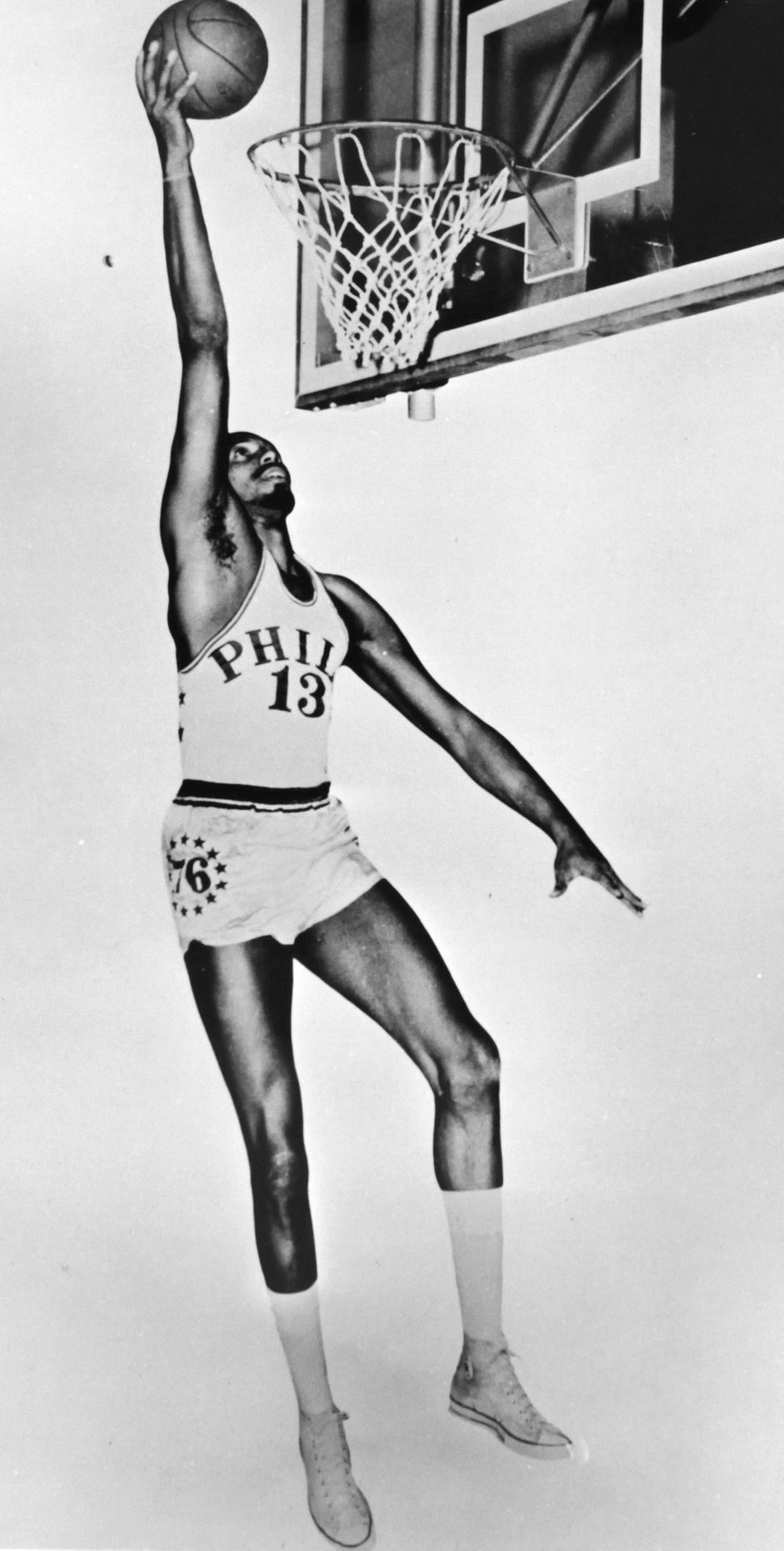
Чемберлен, 1967.

Чемберлен продолжил свою карьеру в многообещающей команде «Филадельфия Севенти Сиксерс», в которую входили защитники Хэл Грир, будущий член Зала славы, и талантливые разыгрывающие игроки — Ларри Костелло, Чет Уокер и Люциус Джек. Черри отмечает, что в команде было определённое напряжение: Грир, прежде, был бесспорным лидером и не желал уступать свои полномочия, а Джексон являлся талантливым центровым, а теперь был вынужден стать тяжёлым форвардом, потому что Чемберлен занял место центрового; однако по ходу сезона, все трое смогли сыграться.
Статистика Чемберлена продолжала быть выдающейся — 34,7 очка и 22,9 подбора во второй половине сезона. После победы над Цинциннати Роялс, во главе с Оскаром Робертсоном в плей-офф НБА 1965 года, «Сиксерс» встретились с вечным соперником Чемберлена «Бостон Селтикс». Пресса называла это равным поединком на всех позициях, даже в игре центровых, где Билл Рассел должен был дать Чемберлену жесткий бой. Действительно, две команды разделили первые шесть игр, последняя игра была проведена в «Бостон Гарден Селтикс». В седьмой игре оба центровых были великолепны: Чемберлен набрал 30 очков и 32 подбора, а Рассел набрал 16 очков, сделал 27 подборов и восемь передач. Пятый раз за семь лет команда Рассела вновь лишила Чемберлена титула. По словам Чемберлена, именно тогда люди стали называть его «неудачником». Кроме того, Чемберлен дал интервью в апрельском выпуске «Sports Illustrated», в котором он критиковал своих коллег, тренеров и администрацию НБА. Позже Чемберлен прокомментировал, что осознал, как интервью способствовало подрыву его публичного имиджа.
В сезоне 1965/1966 годов «Сиксерс» пережили трагедию, когда Айк Ричман, совладелец «Сиксерс», а также доверенное лицо и адвокат Чемберлена, умер от сердечного болезни. В регулярном сезоне Сиксерс добились отличного результата — 55-25, и за свою сильную игру Чемберлен получил свою вторую награду Самого ценного игрока НБА. В этом сезоне центровой снова доминировал, забив 33,5 очка и сделав 24,6 подбора за игру, лидируя в лиге в обеих категориях.
В плей-офф НБА 1966 года «Сикесрс» снова встретились с «Селтикс» и впервые получили преимущество на домашнем площадке. Однако «Бостон» легко выиграл первые две игры на выезде, выиграв 115-96 и 114-93. Спортивный журналист, Джо Макгиннис, прокомментировал: «Селтикс играли как чемпионы, а Сиксерс, как будто только что начали играть». В 3-й игре Чемберлен набрал 31 очко и 27 подборов в важной игре на выезде, а на следующий день тренер, Шайес, запланировал провести совместную командную практику. Однако Чемберлен сказал, что он «слишком устал», чтобы присутствовать, и даже отказался от просьбы Шайеса хотя бы показаться и пробить несколько штрафных бросков с командой. В четвёртой игре «Бостон» выиграл 114—108. Чемберлен был отстранён от игры, по причине отказа от участия в тренировочном процессе. Несмотря на то, что в пятой игре Чемберлен был великолепен, набрав 46 очков и сделав 34 подбора, но «Селтикс» выиграли матч со счётом 120—112, а также серию. Черри раскритиковал непрофессиональное и эгоистичное поведение Чемберлена во время матча. Перед началом сезона 1966/1967 годов дружелюбный, но неуверенный в себе Шайеса сменился на ловкого и твердого Алекса Ханнума. На шумном собрании в раздевалке, Ханнум затронул несколько ключевых моментов, которые он наблюдал в прошлом сезоне, и некоторые из них поставили Чемберлена в неблагоприятное положение. Нападающий Сикстер, Чет Уокер, утверждал, что несколько раз игрокам приходилось разнимать Чемберлена и Ханнума, чтобы предотвратить кулачный бой. Форвард, Билли Каннингем, заметил, что Ханнум «никогда не отступал» и «показал, кто был главным». Сделав это, он завоевал уважение Чемберлена. Что касается баскетбола, он убедил его изменить свой стиль игры. Он хотел нагрузить других игроков, которые могли забивать, таких как, будущий член Зала славы баскетбола, Хэл Грир, и новичок, Билли Каннингем. Ханнум хотел, чтобы Чемберлен больше сконцентрировался на обороне.
В результате Чемберлен стал менее доминирующим игроком, набрав лишь 14 % очков всей команды (для сравнения, ранее он забивал 50,4 очков, а это было 35,3 %), но чрезвычайно эффективным: он набрал в среднем карьерный минимум — 24,1 очка, но лидировал в лиги по подборам (24,2), занял третье место по передачам (7,8) и отлично играл в обороне. Его эффективность в этом сезоне была отражена серией из 35 забитых мячей в течение четырёх игр в феврале. За эти подвиги Чемберлен получил свою третью награду MVP. Ранее эгоистичный Чемберлен начал хвалить своих товарищей по команде. Он хвалил трудолюбивого Люка Джексона за «максимальную силу форварда», Хэла Грира называл смертельно опасным прыгуном в прыжке, а разыгрывающего защитника, Вали Джонса, отличным защитником и аутсайдером. Вне площадки центровой приглашал всю команду в рестораны и оплачивал весь счёт, зная, что он зарабатывал в 10 раз больше, чем все остальные.Грир, которого считали непревзойденным профессионалом, и который часто конфликтовал с центровым, положительно отзывался о новом Чемберлене: «Все были готовы пойти за новым Большим Парнишкой [Чемберлен]».
В плей-офф НБА 1967 года «Сиксерс» снова сразились с «Бостон Селтикс» в финале Восточного дивизиона и снова получили преимущество на домашнем паркете. В первой игре «Сиксерс» победили «Бостон» со счётом 127—112, в которой Хэл Грир забил 39 очков, и а Чемберлена сделал квадрупл-дабл: 24 очка, 32 подбора, 13 передач и (неофициально подсчитанные) 12 блок-шотов. Во второй игре «Сиксерс» выиграли в овертайме со счётом 107—102. В третьей игре Чемберлен совершил 41 подбор и помог своей команде выиграть со счётом 115—104. В четвёртой игре «Селтикс» так же стали победителями — 121—117. А в пятой игре «Сиксерс» просто одолели «Селтикс», обыграв со счётом 140—116, что фактически положило конец историческому забегу «Бостона» из восьми последовательных титулов НБА. Центровой «Сиксерс» набрал 29 очков, совершил 36 подборов и 13 передач.

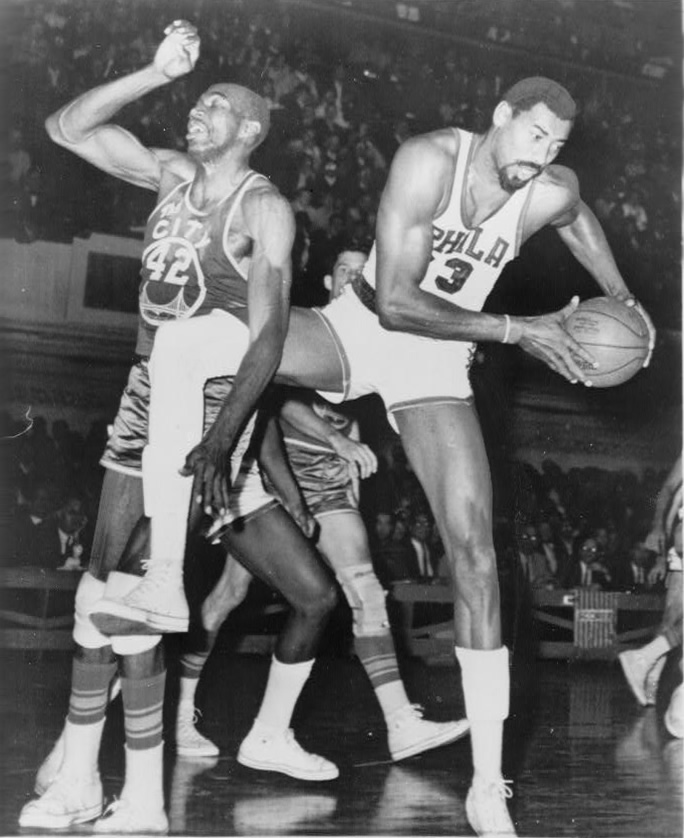
Чемберлен и Нейт Термонд из «Сан-Франциско Уорриорз» в соревновании 1966 года.

В финале НБА 1967 года «Сиксерс» сражались против бывшей команды Чемберлена, «Сан-Франциско Уорриорз», и его сменщика, Нейта Термонда, и звездного форварда Рика Барри. «Сиксерс» выиграли первые две игры, в которых Чемберлен и Грир взяли на себя ответственность за оборонительное доминирование, но Сан-Франциско выиграли две из следующих трех игр. В шестой игре «Сиксерс» проигрывали с разницей в одно очко (123—122), и за пятнадцать секунд до конца матча в невероятной борьбе вырвали победу у Уоррирз и стали чемпионами. Он сказал: «Это замечательно — быть частью величайшей команды по баскетболу … быть чемпионом — это все равно, что иметь внутри себя большое круглое сияние». Сам Чемберлен назвал команду лучшей в истории НБА. В 2002 году писатель, Уэйн Линч, написал книгу об этом замечательном сезоне «Сиксерс», сосредоточенном на Чемберлене. В сезоне 1967/1968 годов между Чемберленом и единственным оставшимся в живых владельцем «Сиксерс», Ирвом Кослоффом, начались разногласия. Этот конфликт продолжался некоторое время: в 1965 году Чемберлен утверждал, что он и покойный Ричман разработали соглашение, которое даст центровому 25 % франшизы, как только он завершит свою карьеру. Хотя нет никаких письменных доказательств за или против, бывший тренер «Сиксерс», Дольф Шайес, и адвокат «Сиксерс», Алан Левитт, предположили, что Чемберлен был прав; в любом случае Кослофф отклонил просьбу, что привело Чемберлена в ярость. Его контракт закончился в 1967 году, Кослофф и Чемберлен заключили перемирие, а затем подписали однолетний контракт на 250 000 долларов.
Чемберлен продолжал концентрироваться на командной игре, забив 24,3 очка и сделав 23,8 подбора за сезон. У «Севенти Сиксерс» был лучший рекорд в лиге третий сезон подряд. Чемберлен вошёл в историю, став единственным центровым в истории НБА, завершившим сезон в качестве лидера по количеству результативных передач (702). На втором месте находится разыгрывающий Ленни Уилкенса (в 1989 был избран в Зал славы баскетбола), совершивший 683 передачи. За эти подвиги Чемберлен получил свой четвёртый и последний титул MVP. Выиграв 62 игры, «Сиксерс» легко заняли первое место в плей-офф НБА 1968 года. В полуфинале Восточного дивизиона 1968 года они встретились с Никс. В итоге «Сиксерс» победили Никс, со счётом 115-97, после того, как Чемберлен набрал 25 очков и 27 подборов в шестой игре.
В финале Восточного дивизиона 1968 года «Сиксерс» снова встретились с «Бостон Селтикс», снова с преимуществом домашнего паркета, и на этот раз, будучи действующими чемпионами. Несмотря на былую неудачу «Сиксерс», тренер, Ханнум, был уверен, что «обыграет „Селтикс“ менее чем за семь игр»: он указал на возраст основных игроков — Билла Рассела и защитника, Сэма Джонса, которым было по 34 года. 5 апреля 1968 года состоялась первая игра, сразу после убийства Мартин Лютер Кинг 4 апреля 1968 года. В игре, названной «нереальной» и «лишенной эмоций», «Сиксерс» проиграли со счётом 127—118. Во второй игре «Филадельфия» сравняла счёт, обыграв в матче — 115—106, и так же выиграла третью и четвертую игру. Несмотря на то, что «Селтикс» были очень уставшими, тем не менее, им удалось сплотиться и выиграть пятую и шестую игру, со счётом 122—104 и 114—106. В седьмой игре «Сиксерс» не смогли собраться вместе и проиграли со счётом 100-96.
После этого сезона тренер Алекс Ханнум хотел быть ближе к своей семье, живущей на Западном побережье; он оставил «Сиксерс», чтобы тренировать «Окленд Оукс» в недавно основанной Американской Баскетбольной Ассоциации. Затем Чемберлен попросил о сделке, и генеральный директор «Сиксерс», Джек Рамсей, обменял его на Даррала Имхоффа, Арчи Кларка и Джерри Чемберса из «Лос-Анджелес Лейкерс». Черри добавляет несколько личных причин перехода в «Лейкерс»: центровой чувствовал, что он стал слишком большим для Филадельфии, хотел играть с другими знаменитостями, которых было много в Лос-Анджелесе, и, наконец, также искал возможность встречаться с белыми женщинами, что было реально для темнокожего мужчины в Лос-Анджелес, но трудно представить в другом месте в те времена.

### «Лос-Анджелес Лейкерс»

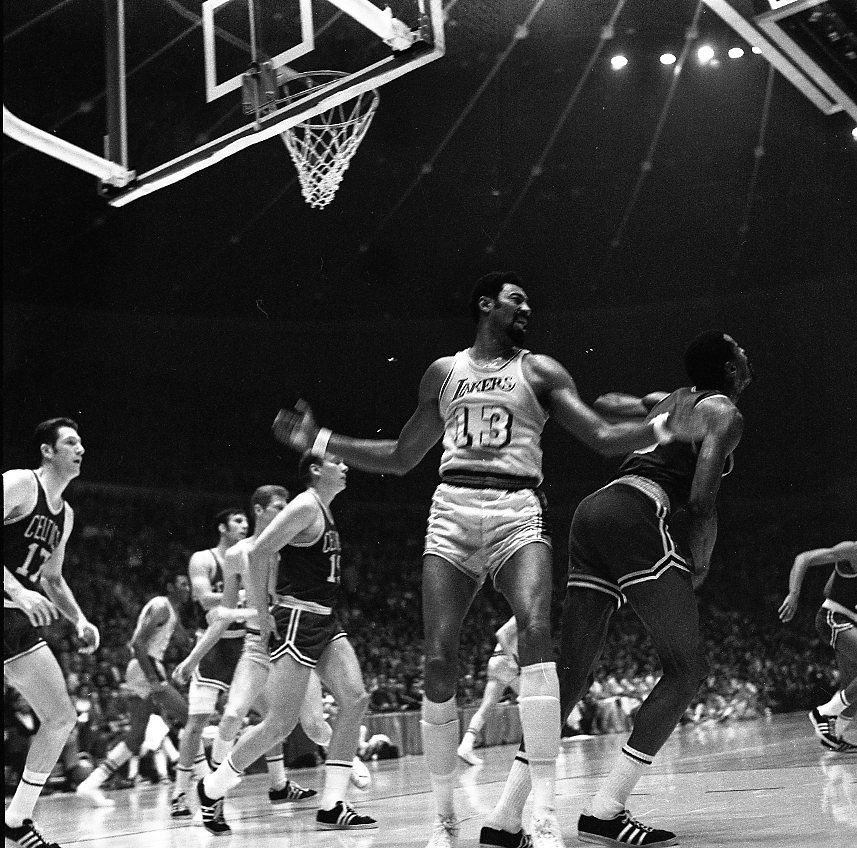
Чемберлен играет за «Лос-Анджелес Лейкерс» в финале НБА 1969 года против «Бостон Селтикс».

9 июля 1968 года Чемберлен был центральным звеном в крупной сделке между «Севенти Сиксерс» и «Лос-Анджелес Лейкерс», которая отдала центрового, Даррала Имхоффа, форварда, Джерри Чамберса, и защитника, Арчи Кларка, «Филадельфии». Владелец «Лейкерс», Джек Кент Кук, заключил с Чемберленом беспрецедентный контракт, заплатив ему 250 000 долларов после уплаты налогов (около 1,8 млн. Долларов в реальной стоимости); для сравнения, предыдущий лидер «Лейкерс», Джерри Вест, получил 100 000 долларов до уплаты налогов (около 720 000 в реальном выражении).
Чемберлен присоединился к команде, в которой фигурировали форвард Зала славы, Элджин Бэйлор, и защитник Зала славы, Джерри Уэст, а также резервный центровой, Мэл Коунтс, форвард Кит Эриксон и Том Хокинс и талантливый 5’11-дюймовый защитник, Джонни Иган. Отсутствие второго защитника обеспокоило тренера, Бутча Ван Бред Колффа, так как «Лейкерс» потеряли Кларка и Гейл Гудрич, которые присоединились к «Финикс Санз» после драфта 1968 года. Черри отмечал, что Чемберлену было тяжело приспосабливаться и адаптироваться, так как он не был ни прирождённым лидером, ни ярым последователем. Находясь в дружеских отношениях с Джерри Уэстом, он часто спорил с капитаном команды Элджином Бэйлором. Самой большой проблемой были его напряженные отношения с тренером «Лейкерс» Бутч ван Бреда Колфф: уничижительно называя новобранца «Грузом», позже он жаловался, что Чемберлен был эгоистичен, никогда не уважал его, слишком часто расслаблялся на тренировках и слишком много внимания уделял своей собственной статистике. В свою очередь, центровой назвал Ван Бреда Колффа «самым глупым и худшим тренером за всю историю» Форвард Кит Эриксон заметил, что "Бутч угождал Элджину и Джерри … а это был не лучший способ подружиться с Уилтом. … что отношения были обречены с самого начала.
Чемберлен пережил проблемный и часто разочаровывающий сезон. Ван Бреда Колфф несколько раз держал его на скамейке запасных, чего никогда не было в его карьере; в середине сезона многолетний чемпион отыграл две игры, в которых он набрал всего шесть, а затем только два очка. Несмотря на все свои проблемы, Чемберлен набирал в среднем 20,5 очков и 21,1 подбор в игре в этом сезоне. Тем не менее, Джек Кент Кук был доволен, потому что с момента приобретения Чемберлена, продажи билетов выросли на 11 %. В плей-офф НБА 1969 года «Лейкерс» обыграли бывший клуб Чемберлена, «Сан-Франциско Уорриорз» со счётом 4-2, проиграв первые две игры, а затем победили клуб «Атланта Хокс» и встретились со старинным соперником Чемберлена, «Бостон Селтикс» и Биллом Расселом. «Лейкерс» выиграли первые две игры, но проиграли следующие две. В пятой игре центровой «Лейкерса» набрал 13 очков и сделал 31 подбор, в результате чего, Лос-Анджелес выиграли 117—104. В шестой игре «Селтикс» выиграли 99-90, а Чемберлен набрал только 8 очков; Черри утверждает, если бы «Чемберлен забил свои привычные 30 очков», «Лейкерс» вероятно, выиграл бы свой первый чемпионат.
Седьмая игра представляла собой сюрреалистическую сцену: в ожидании победы, владелец «Лейкерс», Джек Кент Кук, установил тысячи воздушных шаров на стропилах Форума в Лос-Анджелесе. Это проявление высокомерия мотивировало «Селтикс». В седьмой игре «Лейкерс» вели 91-76 после трех четвертей, но затем, Чемберлен повредил колено и его заменил Мел Каунтс. За три минуты до конца матча «Лейкерс» вели всего лишь одно очко — 103—102. Несмотря на трипл-дабл Джерри Уэста, «Лейкерс» проиграли игру со счётом 108—106. Уэст набрал 42 очка, сделал 13 подборов и 12 передач. Уэстс стал единственным игроком в истории НБА, получившим титул Самого ценного игрока финала НБА, несмотря на то, что он был в проигравшей команде. После игры многие задавались вопросом, почему Чемберлен просидел последние шесть минут на скамейке запасных. Билл Рассел не верил, что травма Чемберлена была серьёзной, и открыто обвинил его в том, что он симулянт: «Любая травмы, кроме перелома ноги или перелома спины, не является оправданием». По иронии судьбы, Ван Бреда Колфф встал на защиту Чемберлена, утверждая, что центровой «Лейкерс» едва мог двигаться в конце матча. Вскоре, Ван Бреда Колфф ушёл с поста тренера «Лейкерс». Черри комментирует, что, по мнению некоторых журналистов, седьмая игра "разрушила две карьеры: Уилта и Ван Бреда Колффа.
На втором году игры в «Лейкерс» под руководством нового тренера, Джо Муллани, Чемберлен серьёзно повредил колено. Он получил травму в девятой игре регулярного сезона, перенеся полный разрыв сухожилия надколенника у основания его правой коленной чашечки, и пропустил следующие несколько месяцев, прежде чем появиться в последних трех играх регулярного сезона, состоящего из 82 игр. Благодаря отличному старту ему удалось набрать в среднем 27,3 очка, 18,4 подбора и 4,1 передачи за игру. «Лейкерс» вновь попали в плей-офф, а в финале НБА 1970 года «Лейкерс» сразились против «Нью-Йорк Никс», в который играли будущие звёзды Залы славы, Уиллис Рид, Дэйв Дебюше, Билл Брэдли и Уолт Фрейзер. Черри заметил, что Рид, плодотворный игрок среднего уровня, был тыжёлым соперником для Чемберлена, так как он потерял скорость из-за своей травмы, и центровой «Лейкерса» часто не успевал блокировать броски Рида. В первой игре ньюйоркцы одержали победу 124—112, в которой Рид набрал 37 очков. Во второй игре Чемберлен набрал 19 очков, получил 24 подбора и поставив блок-шот Риду на последних секундах матча, привёл «Лейкерс» к победе — 105—103. В третьей игре победу одержали Никс, со счётом 111—108. В четвёртой игре Чемберлен набрал 18 очков и получил 25 подборов и помог добиться 2:2 в серии. В пятой игре «Лейкерс» проиграли 107—100. В шестой игре он набрал 45 очков, получил 27 подборов и, победив со счётом 135—113, сравнял счёт в серии.
Героем седьмой игры был Уиллис Рид. «Никс» лидировали в первой половине, 27-21, и Чемберлен не смог предотвратить третью подряд потерю в седьмой игре. Сам центровой «Лейкерс» подвергся критике за неспособность совладать со своим травмированным коленом, но Черри отметил, что настоящий подвиг — возвращение после травмы, угрожающее всей его карьере, — слишком быстро был забыт.
В сезоне НБА 1970/1971 годов «Лейкерс» совершили успешные перемены, подписав контракт с защитником Гейлом Гудричем, в будущем член Зала славы, который вернулся из «Финикс Санз». Чемберлен набирал в среднем 20,7 очков, сделал 18,2 подборов и 4,3 передачи, благодаря чему «Лейкерс» выиграли титул Тихоокеанского дивизиона. После потери Элджина Бэйлора из-за разрыва ахиллова сухожилия, который фактически закончил свою карьеру, и особенно после потери Джерри Уэста, из-за травмы колена, «Лейкерс» оказались в очень сложной ситуации, так как их возможности были ограничены. В финале Западной конференции «Лейкерс» казались более слабыми против «Милуоки Бакс» и недавно титулованного MVP, Лью Алциндора, и ветерана Зала славы, защитника, Оскара Робертсона. Выиграв регулярный сезон с 66 победами, «Милуоки Бакс» считался фаворитом против истощенных «Лейкерс»; тем не менее, многие специалисты с нетерпением ждали матча между 34-летним Чемберленом и 24-летним Альциндором. В первой игре Абдул-Джаббар (Альциндор сменил имя) обыграл Чемберлена 32-22, и «Бакс» выиграли 106-85. Во второй игре «Бакс» снова выиграли, несмотря на то, что центровой «Лейкерс» набрал 26 очков, на четыре больше, чем его коллега из «Милуоки». В третьей игре Чемберлен набрал 24 очка и сделал 24 подбора и «Лейкерс» выиграли со счётом 118—107. Но в четвёртой игре Бакс обыграли «Лейкерс», 117-94, взяв лидерство в серии 3-1. В пятой игре Милуоки закрыли серию в домашней игре, победив со счётом 116-98. Хотя Чемберлен и проиграл, его хвалили за то, что он боролся против обладателя титула Самого ценного игрока финала НБА, Альциндора, который был не только на 10 лет моложе, но и здоров.

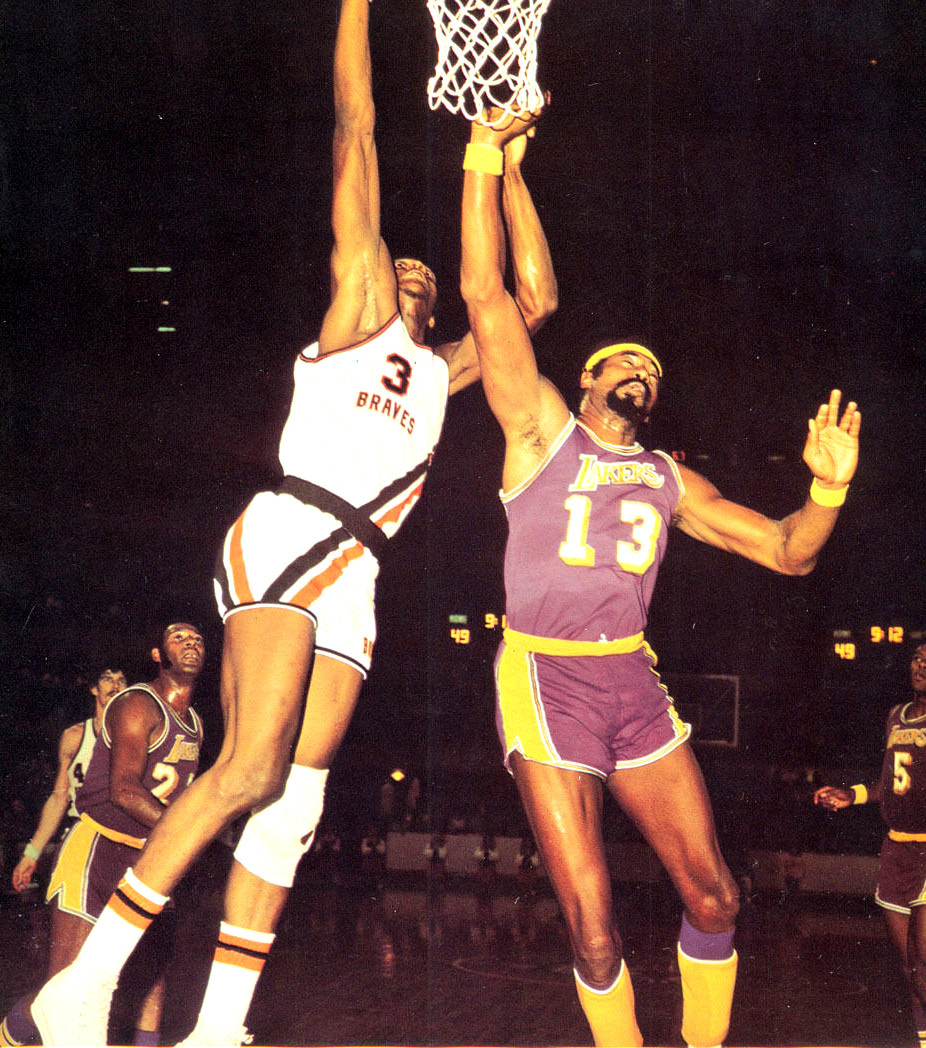
Элмор Смит и Чемберлен борются за подбор в 1971 году.

После плей-офф 1971 года Чемберлен бросил вызов легендарному боксёру в тяжелом весе, Мохаммеду Али. Встреча из 15 раундов планировалась 26 июля 1971 года в Хьюстон Астрос. Чемберлен тренировался с Кус д’Амато, но позже отступил, отозвав широко разрекламированный вызов. В интервью 1999 года Чемберлен рассказывал, что тренер по боксу Кус д’Амато дважды, в 1965 и 1967 годах, подходил к баскетбольной звезде с этой идеей и, что ему и Али, каждому предложил по пять миллионов долларов за бой. В 1965 году Чемберлен проконсультировался со своим отцом, который видел бой Али, и, наконец, сказал нет.
В сезоне НБА 1971/1972 «Лейкерс» наняли бывшего звездного защитника «Селтикс», Билла Шармана, в качестве главного тренера. Шарман ввёл утренние тренировки, в которых регулярно участвовал опаздывающий Чемберлен (в отличие от предыдущих годов с Дольфом Шайесом) и превратил его в защитника, который мало забивает, по прообразу своего старого соперника Билла Рассел. Кроме того, Шарман велел Чемберлену использовать свои навыки в подборах и передачах. Уже не будучи главным шутером, Чемберлен был назначен новым капитаном «Лейкерс»: после разрыва ахиллова сухожилия, многолетний капитан, Элджин Бэйлор, оставил своё место. Первоначально Шарман хотел, чтобы Чемберлен и Уэст разделили это место, но Уэст отказался, заявив, что он склонен к травмам и хотел сосредоточиться исключительно на игре. Чемберлен принял свои новые роли и показал рекордно низкое количество очков за игру — 14,8, но выиграл корону подборов — 19,2 и возглавил лигу с показателем 64,9 % — процентное соотношение между результативными бросками и общим количеством выполненных бросков. Благодаря его защите, «Лейкерс» начали беспрецедентную серию побед из 33 игр на пути к тогдашним рекордным 69 победам в регулярном сезоне. По словам Флинна Робинсона, после рекордной серии владелец «Лейкерс», Кук, наградил каждого из своих игроков, которые ожидали, возможно, «поездку на Гавайи», набором за 5 долларов. В ответ Чемберлен "заставил всех положить ручки на середину комнаты и наступить на них.
В плей-офф «Лейкерс» встретились с "Милуоки Бакс"и молодым центровым, суперзвездой и MVP регулярного сезона, Каримом Абдул-Джаббаром, (в прошлом Лью Альциндор). Матч между Чемберленом и Абдул-Джаббаром был провозглашен журналом Life величайшим матчем во всех видах спорта. Чемберлен помог обойти «Лейкерс» Абдул-Джабара и «Баксов» в шести играх. В частности, Чемберлена хвалили за шестую игру, в которой «Лейкерс» выиграли 104—100 после отставания на 10 очков в четвёртой четверти: он набрал 24 очка и 22 подбора за 48 минут игрового времени. Джерри Уэст назвал это «величайшей игрой, которую я когда-либо видел». Чемберлен сыграл в серии так хорошо, что журнал Time написал: "В титульной серии Западного дивизиона НБА с «Милуоки» он (Чемберлен) решительно переиграл новейшую гигантскую суперзвезду баскетбола, Карима Абдул-Джаббара, который на одиннадцать лет младше его ".

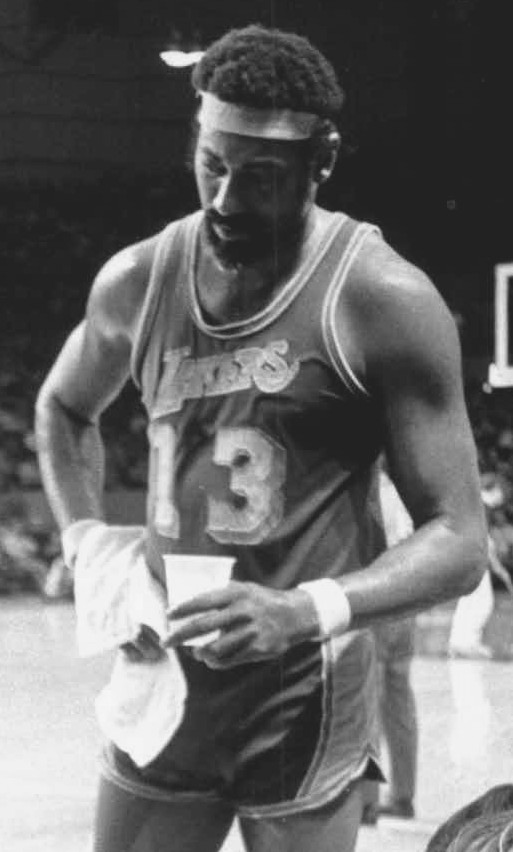
Чемберлен играет в «Лейкерс» в 1972

В финале НБА 1972 года «Лейкерс» снова встретились с «Нью-Йорк Никс»; Никс были не в полном составе после потери Уиллиса Рида из-за травмы, рост которого составлял 6’9 футов (205.74 см) и поэтому, низкорослый Джерри Лукас (6’8 — 203.2 см) имел задачу защищаться против Чемберлена (7’1- 216 см). Тем не менее, результативный шутер, Лукас, помог Нью-Йорку выиграть первую игру, попав 9 из 11 бросков в первой половине. Во второй игре «Лейкерс» выиграли 106-92, а «Никс» потеряли форварда, Дэйв Дебюше, из-за травмы. В третьей игре Чемберлен набрал 26 очков и получил 20 подборов, тем самым привёл «Лейкерс» к победе, а в четвёртой игре центровой «Лейкерс» получил пять фолов в конце игры. Это был первый случай за всю его карьеру, и он расценивал это как подвиг, которым он очень гордился. Это доказывало тот факт, что он играл агрессивную защиту, несмотря на риск получения фола, и что он концентрировался не только на своей статистике; он набрал в игре 27 очков. Но в той игре он упал на правую руку, и говорили, что он «растянул» её; на самом деле она была сломана. Для того, чтобы он мог играть в пятой игре, руки Чемберлена были упакованы в толстые накладки, обычно предназначенные для защитников в американском футболе; ему предложили обезболивающий укол, но он отказался, потому что боялся потерять чувствительность и способность попадать, если руки онемеют. В пятой игре Чемберлен забил 24 очка, сделал 29 подборов, восемь передач и восемь блок-шотов. (Хотя блок-шоты в то время не были в официальной статистике НБА, диктор, Кит Джексон, подсчитывал блок-шоты во время трансляции). Выдающаяся многосторонняя результативность Чемберлена помогла «Лейкерс» выиграть свой первый чемпионат в Лос-Анджелесе с решающей победой — 114—100. Чемберлен был назван Самым ценным игроком финала НБА, и восхищался тем, что доминировал над «Никс» в пятой игре, будучи травмированным.
Сезон НБА 1972/1973 должен был стать последним для Чемберлена, хотя в то время он этого не знал. В своем последнем сезоне «Лейкерс» потеряла своих основополагающих игроков: Хэппи Хэйрстон получил травму, Флинн Робинсон и Лерой Эллис ушли, а ветеран Джерри Уэст боролся с травмой. Чемберлен в среднем набирал 13,2 очков и 18,6 подборов, этого было достаточно, чтобы выиграть корону подборов в 11-й раз за свою карьеру. Кроме того, он улучшил собственную статистику процентного соотношения между результативными бросками и общим количеством выполненных бросков, с 683 % в сезон 1966/67 до 727 % в сезоне 72/73. Это был девятый раз, когда Чемберлен возглавил лигу. «Лейкерс» выиграли 60 матчей в регулярном сезоне и вышли в финал НБА 1973 года против «Нью-Йорк Никс». На этот раз все поменялось местами: «Никс» теперь представляла собой здоровую команду с помолодевшим Уиллисом Ридом, а «Лейкерс» теперь страдали от нескольких травм. В этой серии «Лейкерс» выиграли первую игру со счётом 115—112, но «Никс» выиграли вторую и третью игры; все ухудшилось, когда Джерри Уэст снова повредил подколенное сухожилие. В четвёртой игре нехватка здоровых игроков в «Лейкерс» дала о себе знать. Несмотря на то, что Чемберлен набрал 23 очка и получил 21 подбор, «Лейкерс» проиграли игру — 102-93 и серию. В последней пятой игре Чемберлен сделал слэм-данк за одну секунду до окончания матча. Это был последний его бросок в карьере НБА.

### «Сан-Диего Конкистадорс» (1973—1974)
В 1973 году «Сан-Диего Конкистадорс» из соперничающей лиги НБА, ABA (Американская баскетбольная ассоциация) подписали контракт с Чемберленом, в качестве игрока-тренера за зарплату в 600 000 долларов. Однако «Лейкерс» подали в суд на свою бывшую звезду и успешно помешали ему играть, потому что он все ещё был должен им опционный год своего контракта. Лишённый возможности играть, Чемберлен, в основном, оставлял обязанности тренера своему помощнику, Стэну Альбеку, который вспоминал: «Чемберлен … прекрасно чувствует себя в профессиональном баскетболе … но повседневные дела, которые являются важной частью баскетбола …ему просто надоедали. У него просто хватало терпения». Игроки разделились на тех, кто считали Чемберлена компетентным тренером, но чаще всего, равнодушным и более занятым продвижением своей автобиографии «Уилт: как и любой другой 7-футовый чернокожий миллионер, который живёт по соседству», чем с тренерской деятельностью. Однажды он пропустил игру, чтобы раздать автографы для книги. Единственный сезон, в котором он выступил, в качестве тренера Конкистадорс, прошёл посредственным образом — 37-47 в регулярном сезоне, проиграв «Звездам Юты» в полуфинале дивизиона. Тем не менее, Чемберлен был недоволен скудной посещаемостью матчей «Конкистадорс»: в среднем аудитория насчитывала 1843 человека, чуть больше половины небольшой спортивной арены «Конкистадорс» в Сан-Диего на 3200 мест. После сезона Чемберлен ушёл из профессионального баскетбола.

## Карьера после НБА
После его работы в «Конкистадорс», Чемберлен успешно занялся бизнесом и развлечениями, заработал деньги на акциях и недвижимости, купил популярный ночной клуб в Гарлеме, который он переименовал в Smalls Paradise и инвестировал в племенных кобыл. Чемберлен также спонсировал свои личные профессиональные команды по волейболу и легкой атлетике, а также обеспечивал команды высокого уровня для девушек и женщин по баскетболу, легкой атлетике, волейболу и софтболу и зарабатывал деньги, появляясь в рекламе TWA, American Express, Volkswagen., Drexel Burnham, Le Tigre Clothing и Foot Locker. После его баскетбольной карьеры волейбол стал новой страстью Чемберлена: будучи талантливым волейболистом-любителем в дни «Лейкерс», он стал членом совета директоров недавно созданной Международной федерации волейбола (IVA) в 1974 году, а год спустя — её президентом. Чемберлен продвигал этот вид спорта настолько эффективно, что он был включён в зал славы IVA, став одним из немногих спортсменов, включённых в подобные залы славы по разным видам спорта.
В 1976 году Уилт обратил свой интерес в сторону кино, создав компанию по производству и распространению фильмов, чтобы сделать свой первый фильм под названием «Go for It» («Вперед»). Начиная с 1970-х годов, он основал Атлетический клуб Уилта в Южной Калифорнии, специализирующийся на совокупности легкоатлетических дисциплин, таких как, бег с барьерами. Тренировал клуб бывший помощник тренера UCLA, Боб Керси, в первые дни своей карьеры. Среди членов команды были: Флоренс Гриффит, прежде чем она установила текущие мировые рекорды на дистанциях 100 и 200 метров; трехкратный чемпион мира Грег Фостер и будущие олимпийские золотые медалисты Андре Филлипс, Алиса Браун и Джанет Болден.

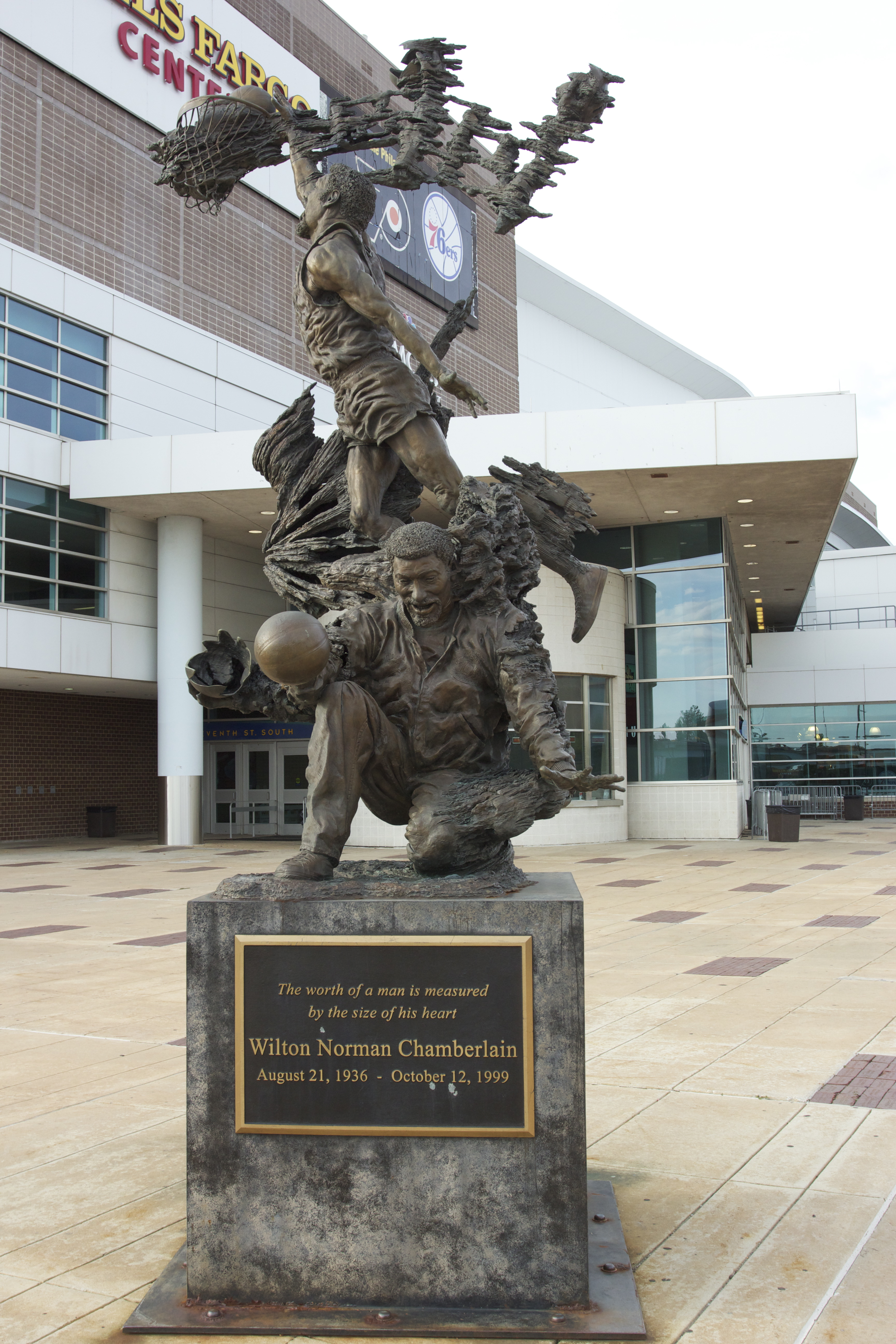
Статуя Чемберлена в Южной Филадельфии

Чемберлен сыграл злодейского воина и двойника Арнольда Шварценеггера в фильме «Конан-разрушитель» (1984). В ноябре 1998 года он подписал контракт с Яном Нг Ченгом Хином, генеральным директором Northern Cinema House Entertainment (NCH Entertainment), на создание собственного биографического фильма, желая рассказать свою историю жизни по-своему. На момент смерти он работал над заметками к сценарию более года. "Он был самым любознательным человеком, которого я когда — либо знал. Он писал сценарий о своей жизни. Он интересовался мировыми делами, иногда он звонил мне поздно ночью и обсуждал философию. Я думаю, его запомнят, как Великого Человека. Он зарабатывал на жизнь игрой в баскетбол, но он был больше, чем просто баскетболист. Он мог говорить на любую тему. Он был Голиафом ", — сказал Сай Голдберг, давний адвокат Чемберлена. Когда контракты на миллион долларов стали обычным явлением в НБА, Чемберлен все больше чувствовал, что ему недоплачивали в течение его карьеры. Результатом этого негодования стала книга 1997 года « Кто управляет богадельней? В Безумном мире спорта сегодня» (1997), в которой он подверг резкой критике НБА 1990-х за слишком неуважительное отношение к игрокам прошлых лет. Даже далеко за пределами своих игровых дней Чемберлен был в очень хорошей форме. Когда ему было уже далеко за сорок, он мог обыграть новичка Мэджика Джонсона, и даже в 1980-х он заявил о возвращение в НБА. В сезоне 1980-81 годов тренер НБА, Ларри Браун, вспоминал, что 45-летний Чемберлен получил предложение от «Кливленд Кавальерс». Когда Чемберлену было 50 лет, у «Нью-Джерси Нетс» была та же идея, но была отклонена. Чемберлен также участвовал в нескольких марафонах.

## Наследие

### Индивидуальные достижения и признание
Чемберлен считается одним из самых выдающихся и доминирующих баскетболистов в истории НБА. Самый ценный игрок финала НБА 1972 года является обладателем многочисленных официальных рекордов НБА за все время, зарекомендовав себя как чемпион по очкам, абсолютный рекордсмен по подбором и количеству бросков попавших в корзину. Он лидировал в НБА по количеству очков семь раз, процентному соотношению между результативными бросками и общим количеством выполненных бросков (field goal percentage — fgp) девять раз, по игровому времени восемь раз, подборам одиннадцать раз, и передачам один раз. Чемберлена больше всего помнят за Стоочковый матч, который считается одним из величайших рекордов баскетбола. Спустя десятилетия после его рекорда, многие команды НБА даже не набрали в среднем 100 очков за игру. Единственный игрок, который максимально попытался приблизиться к рекордным 100 очкам, был Коби Брайант из «Лос-Анджелес Лейкерс», набравший 81 очко в 2006 году. Впоследствии Брайант сказал, что рекорд Чемберлена был "немыслим …. Главной слабостью Чемберлена была его печально известные штрафные броски, где он занимает третье место в карьере с минимальным процентом штрафных бросков в истории НБА — 51,1 %. Чемберлен утверждал, что он намеренно пропускал штрафные броски, чтобы товарищ по команде мог подобрать мяч и набрать два очка вместо одного, но позже признал, что он был «психом» в этом вопросе. С другой стороны, он совершал, на удивление, мало фолов за всю свою карьеру в НБА, несмотря на свою грубую игру. За свою 14-летнюю карьеру в НБА Чемберлен никогда не набирал максимальное количество фолов в регулярном сезоне или в плей-офф. В среднем играя 45,8 минут за матч за всю свою карьеру, он в среднем получал только два фолов за игру. «Сначала он был бомбардиром. Затем он стал королём подборов и передач. Затем в 1972 году с нашей великой командой „Лейкерс“ он сосредоточился на оборонительной цели», — сказал Билл Шарман. В своих двух сезонах чемпионата Чемберлен лидировал в серии по подборам, в то время как его счёт сократился до 24 и 15 очков за игру. К 1971—1972 годам, когда ему было 35 и он бегал меньше, он забивал девять очков за игру, по сравнению с сорока очками в его рекордном сезоне 1961-62 годов. За свои подвиги Чемберлен был включен в Мемориальный Зал славы баскетбола Нейсмита в 1978 году, назван одним из 50 величайших игроков в истории НБА, занял 2 место в топ-50 игроков НБА всех времен журнала SLAM Magazine и 13 в списке ESPN «Лучшие североамериканские спортсмены века» и признан вторым лучшим центровым за всю историю ESPN, после Карима Абдул-Джаббара 6 марта 2007 года. Во время своей карьеры Чемберлен соревновался с будущими знаменитостями Зала славы, включая Рассела, Термонда, Джерри Лукаса и Уолта Беллами. Позже он столкнётся с Абдул-Джаббаром, Дэйвом Коуэнсем, и Элвином Хейзем.

## Личная жизнь

### Звездный статус
Чемберлен был первым игроком баскетбола, который зарабатывал крупную сумму денег; он сразу же стал самым высокооплачиваемым игроком после вступлении в НБА. Он был первым баскетболистом, который зарабатывал не менее 100 000 долларов в год и заработал беспрецедентные 1,5 миллиона долларов за годы работы в «Лейкерс». Играя в «Филадельфия Севенти Сиксерс», он мог позволить себе снимать квартиру в Нью-Йорке, и ездить и играть в Филадельфию. Когда он стал играть в «Лейкерс», Чемберлен построил особняк в Бель-Эйре, стоимостью в миллион долларов, который он назвал «Большой Медведицей», в честь своего баскетбольного прозвища (джазовый композитор, Тад Джонс, также, назвал музыкальную композицию «Большая Медведица» в честь звезды баскетбола). Роберт Аллен Черри, журналист и автор биографии «Уилт: больше, чем жизнь», описывает его дом, как миниатюрный особняк Playboy, где он регулярно устраивал вечеринки и прожил свою известную, впоследствии, сексуальную жизнь. Этому способствовало и то, что Чемберлен страдал бессонницей и часто просто не спал. Чемберлен жил один, полагаясь на множество автоматических приспособлений, с двумя кошками по кличке Зип и Зап и несколькими собаками. Кроме того, Чемберлен ездил на Феррари, Бентли и автомобиле в стиле Ле-Ман, под названием «Искатель-1», спроектированный и изготовленный в 1996 году по цене 750 000 долларов. После его смерти в 1999 году имущество Чемберлена было оценено в 25 миллионов долларов.

### Любовные истории
Хотя Чемберлен был застенчивым и неуверенным в себе подростком, он стал известен своей любовью к женскому полу, когда стал взрослым. Как выразился его адвокат Сеймур «Сай» Голдберг: «некоторые люди коллекционируют марки, Уилт коллекционирует женщин». Шведская олимпийская прыгунья в высоту, Аннет Тоннандер, которая познакомилась с ним, когда ему было 40, а ей 19, вспоминает его как пикапера, который был чрезвычайно уверен, но уважителен: «я думаю, Уилт западал на всё, что двигалось… но он не был плохим или грубым». Многие из его близких друзей свидетельствовали, что однажды у него было 23 женщины за 10 дней. Но в интервью 1999 года незадолго до своей смерти он обратился к другим мужчинам, которые восхищались его сексуальным опытом, завершив мысль словами: «мужчины, которые думают, что иметь тысячу разных дам довольно круто, абсолютно неправы, так как иметь одну женщину тысячу раз гораздо более прекрасно».

## Смерть
У Чемберлена были проблемы с сердцем. В 1992 году он был ненадолго госпитализирован с нерегулярным сердцебиением. По словам его близких, в конце концов он начал принимать лекарства от сердечных заболеваний. В 1999 году его состояние резко ухудшилось. За это время он потерял 50 фунтов. После перенесенной стоматологической операции за неделю до смерти он испытывал сильную боль и, казалось, не мог оправиться от стресса. 12 октября 1999 года Чемберлен умер в Бель-Эйре, Калифорния, в возрасте 63 лет. Он был кремирован. Его агент Сай Голдберг заявил, что Чемберлен умер от застойной сердечной недостаточности. Его пережили сестры Барбара Льюис, Маргарет Лейн, Селина Гросс и Ивонн Чемберлен, а также братья Уилберт и Оливер Чемберлен.
Игроки и официальные лица НБА были опечалены потерей игрока, которого они всегда помнили, как символ спорта. Его пожизненный соперник на паркете и близкий друг, Билл Рассел, заявил, что «ярость нашего соперничества связывает нас вместе на вечность», и тренер «Селтикс» Ред Ауэрбах оценил вклад Чемберлена, как жизненно важный для успеха всего НБА. Бывший товарищ по команде «Лейкерс», Джерри Уэст, помнил его как чрезвычайно доминирующего, но дружелюбного и забавного игрока, а коллеги по Залу славы Карим Абдул-Джаббар, Джонни Керр, Фил Джексон и Уэс Анселд называли Чемберлена одним из величайших игроков в истории спорта.

## Статистика

### Статистика в НБА
| Сезон                                                                                    | Команда                | Регулярный сезон | Регулярный сезон | Регулярный сезон | Регулярный сезон | Регулярный сезон | Регулярный сезон | Регулярный сезон | Регулярный сезон | Регулярный сезон | Регулярный сезон | Регулярный сезон | Серия плей-офф | Серия плей-офф | Серия плей-офф | Серия плей-офф | Серия плей-офф | Серия плей-офф | Серия плей-офф | Серия плей-офф | Серия плей-офф | Серия плей-офф | Серия плей-офф |
| Сезон                                                                                    | Команда                | GP               | GS               | MPG              | FG%              | 3P%              | FT%              | RPG              | APG              | SPG              | BPG              | PPG              | GP             | GS             | MPG            | FG%            | 3P%            | FT%            | RPG            | APG            | SPG            | BPG            | PPG            |
| ---------------------------------------------------------------------------------------- | ---------------------- | ---------------- | ---------------- | ---------------- | ---------------- | ---------------- | ---------------- | ---------------- | ---------------- | ---------------- | ---------------- | ---------------- | -------------- | -------------- | -------------- | -------------- | -------------- | -------------- | -------------- | -------------- | -------------- | -------------- | -------------- |
| 1959/60                                                                                  | Филадельфия Уорриорз   | 72               | -                | 46,4             | 46,1             | -                | 58,2             | 27,0             | 2,3              | -                | -                | 37,6             | 9              | -              | 46,1           | 49,6           | -              | 44,5           | 25,8           | 2,1            | -              | -              | 33,2           |
| 1960/61                                                                                  | Филадельфия Уорриорз   | 79               | -                | 47,8             | 50,9             | -                | 50,4             | 27,2             | 1,9              | -                | -                | 38,4             | 3              | -              | 48,0           | 46,9           | -              | 55,3           | 23,0           | 2,0            | -              | -              | 37,0           |
| 1961/62                                                                                  | Филадельфия Уорриорз   | 80               | -                | 48,5             | 50,6             | -                | 61,3             | 25,7             | 2,4              | -                | -                | 50,4             | 12             | -              | 48,0           | 46,7           | -              | 63,6           | 26,6           | 3,1            | -              | -              | 35,0           |
| 1962/63                                                                                  | Сан-Франциско Уорриорз | 80               | -                | 47,6             | 52,8             | -                | 59,3             | 24,3             | 3,4              | -                | -                | 44,8             | Не участвовал  | Не участвовал  | Не участвовал  | Не участвовал  | Не участвовал  | Не участвовал  | Не участвовал  | Не участвовал  | Не участвовал  | Не участвовал  | Не участвовал  |
| 1963/64                                                                                  | Сан-Франциско Уорриорз | 80               | -                | 46,1             | 52,4             | -                | 53,1             | 22,3             | 5,0              | -                | -                | 36,9             | 12             | -              | 46,5           | 54,3           | -              | 47,5           | 25,2           | 3,3            | -              | -              | 34,7           |
| 1964/65                                                                                  | Сан-Франциско Уорриорз | 38               | -                | 45,9             | 49,9             | -                | 41,6             | 23,5             | 3,1              | -                | -                | 38,9             | Не участвовал  | Не участвовал  | Не участвовал  | Не участвовал  | Не участвовал  | Не участвовал  | Не участвовал  | Не участвовал  | Не участвовал  | Не участвовал  | Не участвовал  |
| 1964/65                                                                                  | Филадельфия            | 35               | -                | 44,5             | 52,8             | -                | 52,6             | 22,3             | 3,8              | -                | -                | 30,1             | 11             | -              | 48,7           | 53,0           | -              | 55,9           | 27,2           | 4,4            | -              | -              | 29,3           |
| 1965/66                                                                                  | Филадельфия            | 79               | -                | 47,3             | 54,0             | -                | 51,3             | 24,6             | 5,2              | -                | -                | 33,5             | 5              | -              | 48,0           | 50,9           | -              | 41,2           | 30,2           | 3,0            | -              | -              | 28,0           |
| 1966/67                                                                                  | Филадельфия            | 81               | -                | 45,5             | 68,3             | -                | 44,1             | 24,2             | 7,8              | -                | -                | 24,1             | 15             | -              | 47,9           | 57,9           | -              | 38,8           | 29,1           | 9,0            | -              | -              | 21,7           |
| 1967/68                                                                                  | Филадельфия            | 82               | -                | 46,8             | 59,5             | -                | 38,0             | 23,8             | 8,6              | -                | -                | 24,3             | 13             | -              | 48,5           | 53,4           | -              | 38,0           | 24,7           | 6,5            | -              | -              | 23,7           |
| 1968/69                                                                                  | Лейкерс                | 81               | -                | 45,3             | 58,3             | -                | 44,6             | 21,1             | 4,5              | -                | -                | 20,5             | 18             | -              | 46,2           | 54,5           | -              | 39,2           | 24,7           | 2,6            | -              | -              | 13,9           |
| 1969/70                                                                                  | Лейкерс                | 12               | -                | 42,1             | 56,8             | -                | 44,6             | 18,4             | 4,1              | -                | -                | 27,3             | 18             | -              | 47,3           | 54,9           | -              | 40,6           | 22,2           | 4,5            | -              | -              | 22,1           |
| 1970/71                                                                                  | Лейкерс                | 82               | -                | 44,3             | 54,5             | -                | 53,8             | 18,2             | 4,3              | -                | -                | 20,7             | 12             | -              | 46,2           | 45,5           | -              | 51,5           | 20,2           | 4,4            | -              | -              | 18,3           |
| 1971/72                                                                                  | Лейкерс                | 82               | -                | 42,3             | 64,9             | -                | 42,2             | 19,2             | 4,0              | -                | -                | 14,8             | 15             | -              | 46,9           | 56,3           | -              | 49,2           | 21,0           | 3,3            | -              | -              | 14,7           |
| 1972/73                                                                                  | Лейкерс                | 82               | -                | 43,2             | 72,7             | -                | 51,0             | 18,6             | 4,5              | -                | -                | 13,2             | 17             | -              | 47,1           | 55,2           | -              | 50,0           | 22,5           | 3,5            | -              | -              | 10,4           |
|                                                                                          | Всего                  | 1045             | -                | 45,8             | 54,0             | -                | 51,1             | 22,9             | 4,4              | -                | -                | 30,1             | 160            | -              | 47,2           | 52,2           | -              | 46,5           | 24,5           | 4,2            | -              | -              | 22,5           |
| Наведите курсор мыши на аббревиатуры в заголовке таблицы, чтобы прочесть их расшифровку. |                        |                  |                  |                  |                  |                  |                  |                  |                  |                  |                  |                  |                |                |                |                |                |                |                |                |                |                |                |